# ناحیه بور
ناحیه بور (به صربی: Bor District) یک روستا در صربستان است که در صربستان جنوبی و شرقی واقع شده‌است. ناحیه بور ۳٬۵۰۷ کیلومتر مربع مساحت و ۱۲۳٬۸۴۸ نفر جمعیت دارد.